# 新反资本主义党
新反資本主義黨（法語：Nouveau parti anticapitaliste，缩写为NPA）是法國的一个极左翼政党。

## 历史
该党成立于2009年，由托洛茨基主义政黨革命共产主义联盟和一些激进左翼团体合并而成，目的是統一分散的法国激進左翼力量。在2009年的創黨大會上，630名代表通過一系列文件：第一份文件「創黨原則」列出該黨對資本主義僵局的分析，以及對大量動員、長期的推翻現有制度兩者的需求；第二份文件是臨時規則手冊，生效至下次黨大會；第三份文件是展望文件，訂出今年的優先事項，與將來要推動的核心需求；最後一份文件列出在6月的歐洲選舉所採取的看法。
新反資本主義黨在历任法国议会選舉和歐洲議會選舉中均未取得任何席位。该党成员菲利普·普图曾于2012年、2017年和2022年三度代表该党参与竞选法国总统。
2022年12月，新反资本主义党举行第五次大会，围绕党内各派别运作过于独立以及“统一战线”的组建等问题（特别是是否与不屈法国结盟），该党分裂为两个派别。会后，新反资本主义党事实上分裂为两个党，两者都以“新反资本主义党”的名义活动。后来，两者达成协议，多数派改称“新反资本主义党—反资本主义者”，少数派改称“新反资本主义党—革命者”。2024年6月，“新反资本主义党—反资本主义者”加入新人民阵线，“新反资本主义党—革命者”则拒绝加入。在2024年法国立法选举中，“新反资本主义党—反资本主义者”的成员拉斐尔·阿尔诺作为新人民阵线候选人当选国民议会议员。2025年3月，在第四国际第十八次世界大会上，“新反资本主义党—反资本主义者”整体加入第四国际法国支部。

## 组织架構
该党实行集體领导制，并由三名發言人作为党的代表。
該黨基本架構為地方委員會，負責組織地方活動。在全國層級有協調委員會制定政策。
在新反資本主義黨成立前，已有450名委員參與政治活動、發送傳單和參加地方競選、反對縮減公務員和反對以色列轟炸加薩走廊。

## 意识形态

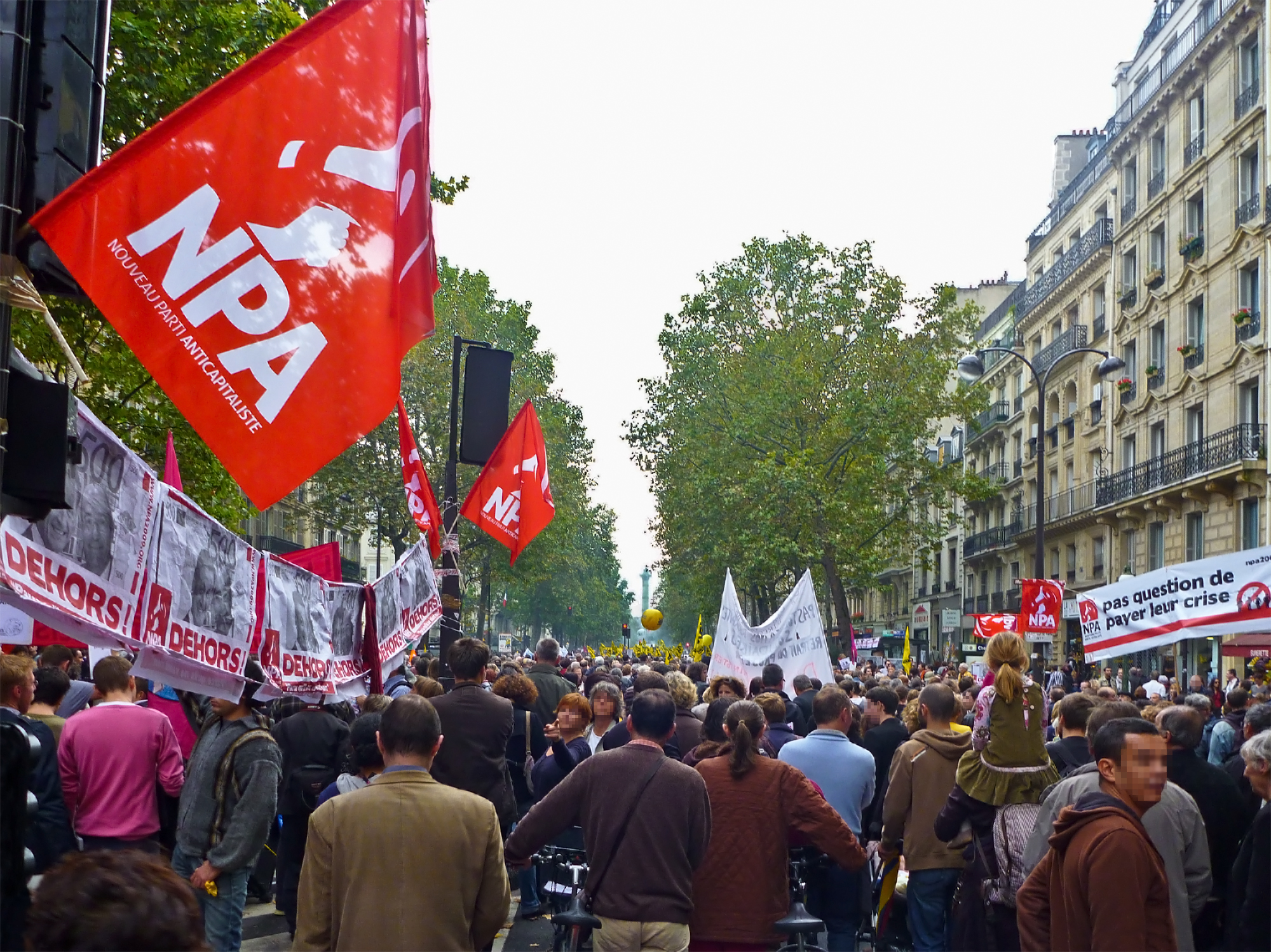
2010年10月，新反资本主义党成员於巴黎发起反對養老金改革的示威游行

該黨的目標是「为21世紀建立一個新的社會主義、民主前景」。
该党领导人之一奥利维耶·贝桑瑟诺表示該黨「將是奮鬥、反資本主義、國際主義、反種族主義、生態、女性主義的左翼、反對各種形式的歧視。」革命共產主義联盟一直秉承的托洛茨基主义则没有成为新反资本主义党的正式意识形态。